# Mon film
Mon film est une revue de cinéma parue de 1924 à 1967. 
Son premier rédacteur en chef est Paul Perret, également président de l'association Les Amis du film français (association des abonnés de Mon film).
Sa parution est interrompue de 1938 à juin 1946. Hebdomadaire jusqu'en janvier 1959, après avoir absorbé Le Film complet au cours de l'été 1958, Mon film devient un mensuel à partir de son numéro 654 de février 1959.
Cette publication populaire dont chaque numéro est consacré à un film et à ses interprètes
, disparaît avec son numéro 758 de mars 1967.

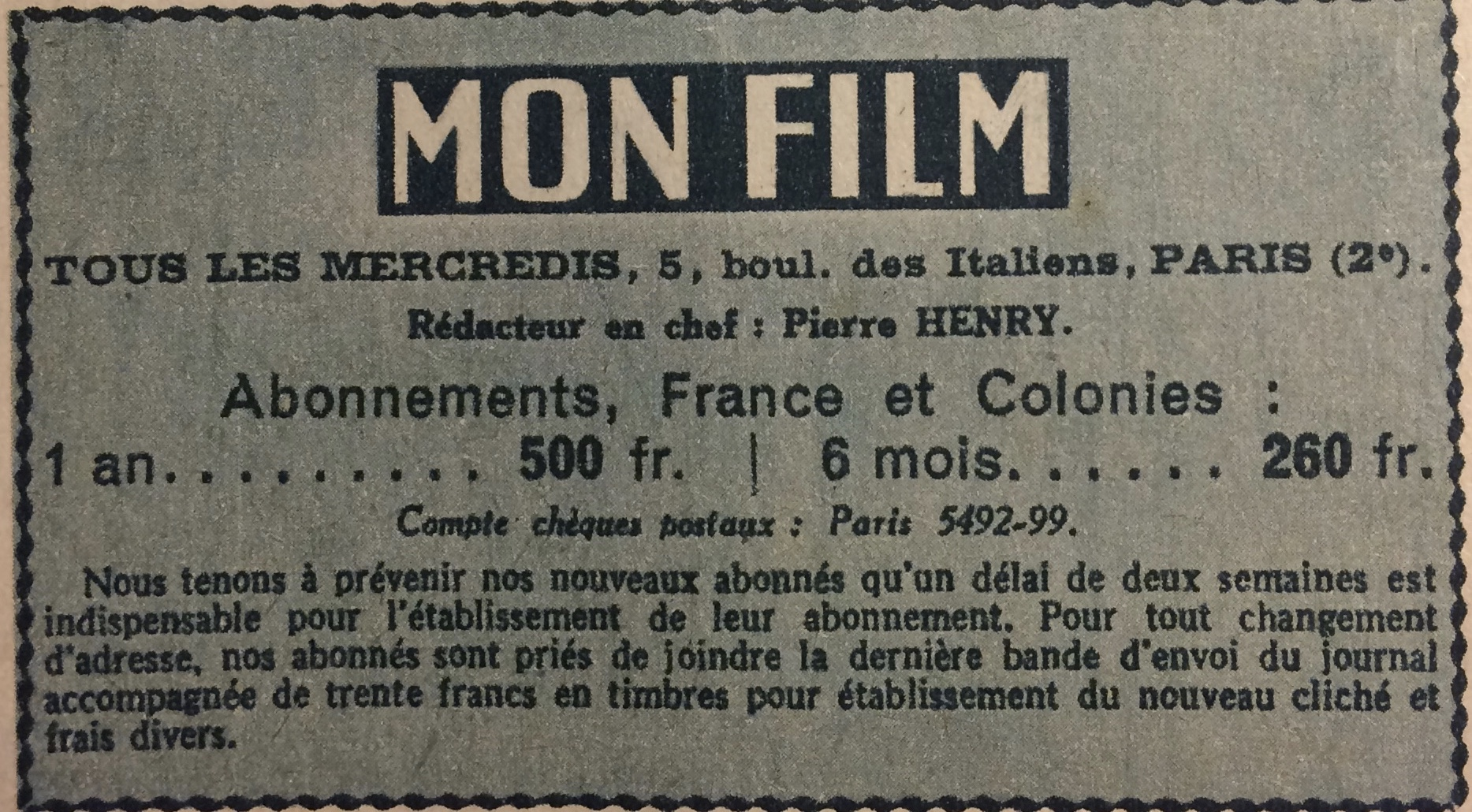
Ours du magazine "mon Film" n°259 août 1951